# Politična levica
V politiki se izraz levica v glavnem uporablja za podporo bolj egalitarni družbi. Ta običajno vključuje skrb za tiste v družbi, ki so prikrajšani napram drugim in predpostavljajo, da so neutemeljene neenakosti (ki jih politična desnica vidi kot naravne ali tradicionalne), ki jih je treba zmanjšati ali odpraviti. Izraza levica in desnica sta nastala v času francoske revolucije, zato se nanašata na sedežni red v Generalnih stanovih; tisti na levi strani so na splošno podpirali radikalne spremembe iz revolucije, vključno z ustanovitvijo republike in sekularizacije. Izraz se je kasneje uporabil za več revolucionarnih gibanj, še posebej za socializem, anarhizem in komunizem kot tudi za bolj reformistična gibanja kot sta socialna demokracija in socialni liberalizem.